# Chrysichthys
Chrysichthys é um género de peixe da família Claroteidae.
Este género contém as seguintes espécies:
- Chrysichthys grandis
- Chrysichthys graueri
- Chrysichthys platycephalus
- Chrysichthys stappersii
- Chrysichthys brachynema